# Espécimen
La palabra espécimen —en plural, especímenes— significa muestra o ejemplar, sobre todo en la medida en que es representativa de una clase de objetos o entidades.
En biología, espécimen es aquel individuo o parte de un individuo que se toma como muestra, especialmente el que se considera representativo de los caracteres de la población a la que pertenece. Los especímenes son conservados en colecciones biológicas, tales como herbarios, acompañados de información sobre su origen y las condiciones de recolección y preparación, información sin la cual pueden perder la mayor parte de su valor científico.
El término se usa extensamente en el lenguaje forense («espécimen forense»), para referirse a las muestras sobre las que se realiza el peritaje. Por ejemplo en reconocimiento de escritura, análisis caligráfico forense y verificación de firmas, el término espécimen se refiere a una muestra de escritura manual.